# غريس (فلم)
غريس (بالإنجليزية: Grease) هو فيلم موسيقي كوميدي رومانسيتم إنتاجه في الولايات المتحدة وصدر في سنة 1978. من إنتاج باراماونت بيكتشرز وإخراج راندال كليزير وكتابة برونتي ودارد وألان كار، يستند فيلم إلى المسرحية الموسيقية تحمل الاسم نفسه عام 1971 لجيم جاكوبس ووارن كيسي.يصور الفيلم حياة داني زوكو والطالبة الأسترالية ساندي أولسون اللذان يجتمعان ببعضهما خلال قصة حب صيفية، من بطولة جون ترافولتا وأوليفيا نيوتن جون وستوكارد تشانينج وجيف كوناوي.

## الميزانية والإيرادات
بلغت تكلفة إنتاج الفيلم حوالي 6 ملايين دولار بينما حقق أرباحا تقدر بـ 394,955,690 دولار.

## وصلات خارجية
- مقالات تستعمل روابط فنية بلا صلة مع ويكي بيانات

غريس  في قاعدة بيانات الأفلام على الإنترنت (بالإنجليزية)